# John Mitchell (entrenador)
John Eric Paul Mitchell (Hawera, 23 de marzo de 1964) es un entrenador y exjugador neozelandés de rugby que se desempeñaba como ala. Actualmente entrena a las Red Roses.

## Carrera
Como jugador jugó en King Country Rugby en 1983 y 1984. Desde 1985 jugó en la Waikato Rugby Union hasta su retiro en 1995.

## Entrenador
En octubre de 1995 Murray Kidd fue nombrado entrenador de Irlanda y éste seleccionó a Mitchell como entrenador de forwards en enero de 1996.
En mayo de 1996 el entrenador de los Sale Sharks, Paul Turner anunció su retiro del equipo al finalizar la temporada. Mitchell fue contratado como el nuevo entrenador y permaneció en el club hasta 1999.
En 1997 fue llamado por el entrenador de Inglaterra, Clive Woodward, para ser el nuevo entrenador de forwards. Dejó al XV de la Rosa en 2000.[cita requerida]

### All Blacks
En octubre de 2001, Mitchell fue nombrado el entrenador de cabeza de la Selección de rugby de Nueva Zelanda.
Justo un mes después de ser nombrado tan entrenador de cabeza, el primer partido de Mitchell en el cargo era en contra Irlanda en Dublín, el cual vio los All Blacks ganar 40–29, antes batió a Escocia 37–6, y Argentina 24–20.
Mitchell dirigió los All Blacks a un tercer-llegada de sitio en el 2003 Rugbi Taza Mundial, con victorias encima Italia, Canadá, Tonga y Gales en la etapa de grupo para acabar superior de Piscina D. Los de negro vencieron a los Springboks 29–9 en cuartos de final pero perdieron contra Australia en la semifinal 22–10. Debido al fracaso, Mitchell debió renunciar. La New Zealand Rugby citó las relaciones difíciles de Mitchell con los medios de comunicación y con los patrocinadores como las razones principales para buscar otro entrenador, más que el rendimiento del equipo.
En 2006, Mitchell devenía el primer neozelandés para entrenar una franquicia australiana: Fuerza Occidental. En su primera temporada acabaron últimos con una sola victoria: conseguida en la fecha 13 contra los Cheetahs por 16–14. En su segunda temporada, saltaron hasta la séptima posición con 6 victorias. Continuó al frente del equipo durante la temporadas 2008, 2009 y 2010.

### Lions
Mitchell tomó arriba de una función en Sudáfrica como entrenador de cabeza de Leones Dorado, antes de regresar al Super Rugbi en 2011 con los Leones. El 29 de octubre de 2011 sea Kiwi en contra Kiwi en el 2011 Currie final de Taza cuándo los leones Dorados de Mitchell hosted una estrella-studded El equipo de rugbi de los Tiburones bajo Kiwi amigo John Plumtree en Johannesburgo. El equipo de Tiburones incluyó el lleno Springbok fila de frente así como siete más Springboks. Los Leones Dorados ganaron el partido 42@–16 para ganar su primer Currie Campeonato de Taza en 12 años y también ganando su primer Currie título de Taza en su campo de casa en 61 años.

### Estados Unidos
Rugbi de EE. UU. anunció Mitchell el 4 de enero de 2016 cuando el entrenador de cabeza nuevo de las Águilas de EE. UU., tomando encima de Mike Tolkin en un contrato de cuatro años. Mitchell está contratando estuvo conocido con puzzlement, dado que Mitchell había declarado no sea interesado en laborable para un "lado" menor como Tonga o Escocia.
Mitchell dejó los Estados Unidos con un 42% de efectividad; ocho partidos ganados de diecinueve.

### Bulls
El 25 de mayo de 2017, se anunció que Mitchell regresaría a Sudáfrica para entrenar a los Bulls, en reemplazo de Nollis Marais.

## Palmarés
- Campeón de The Rugby Championship de 2002 y 2003.
- Campeón del Americas Rugby Championship 2017.
- Campeón de la Mitre 10 Cup de 1992.